# Trebostovo
Trebostovo – wieś (obec) na Słowacji położona w kraju żylińskim, w okręgu Martin. Pierwsze wzmianki o miejscowości pochodzą z roku 1262.
Według danych z dnia 31 grudnia 2010, wieś zamieszkiwało 496 osób, w tym 259 kobiet i 237 mężczyzn.
W 2001 roku rozkład populacji względem narodowości i przynależności etnicznej wyglądał następująco:
- Słowacy – 99,13%
- Morawianie – 0,22%
- Węgrzy – 0,44%